# Neoperla tortipenis
Neoperla tortipenis is een steenvlieg uit de familie borstelsteenvliegen (Perlidae). De wetenschappelijke naam van de soort is voor het eerst geldig gepubliceerd in 1980 door Zwick.